# Nokia 1100
El Nokia 1100 es un teléfono móvil desarrollado por Nokia que proporciona funciones básicas. Es similar a los modelos anteriores 5110/3210/3310. Fue lanzado en agosto de 2003, y en 2007 se declaró este terminal como el dispositivo electrónico más vendido en la historia de la humanidad con 250 millones de unidades vendidas (por delante de la Nintendo DS, con 153,7 millones; la PlayStation 2 de Sony, con 160 millones; y el iPod de Apple, con 100 millones). Fue descontinuado en el año 2009.
Su éxito se dio principalmente por ser un teléfono apuntando al mercado de los países en desarrollo, con las características de bajo precio y diseño simple, de uso fácil, siguiendo la línea de los modelos populares de años anteriores como el 5110/3210/3310, en una época donde los teléfonos empezaban a adquirir ciertas funcionalidades como cámara, infrarrojo, color, etc; en la época anterior a la moda de los teléfonos inteligentes.
Su pantalla monocromática es de 96x64 píxeles. Su teclado y la cara frontal se han diseñado para ser tan a prueba de polvo como sea posible, y sus lados son antideslizantes. Pulsando la tecla "C" se activaba la linterna.

## Funciones[2]
- Linterna: debe activarse en Menú > Extras > Linterna > Apagar o Encender. Una vez encendida se puede apagar oprimiendo la tecla C.
- Tonos monofónicos: cuenta con 36 pre-configurados y espacio para 7 personalizados.
- Mensajes: capacidad para 50 mensajes SMS (Entrada + Borradores) y 25 en la carpeta Enviados.
- Contactos: capacidad para 50 contactos, con tonos e imágenes personalizadas.
- Juegos: Snake II y Space Impact +..
- Perfiles.
- Alarma.
- Cronómetro.
- Calculadora.

## Modelos
Hay cinco variantes distintas dentro de la serie:
- Nokia 1100a: opera bajo GSM-900/1800.
- Nokia 1100b: opera bajo GSM-850/1900.
- Nokia 1101: sustituye a la iluminación de fondo verde con retroiluminación blanca y añade un sencillo navegador WAP 1.1.
- Nokia 1108: como el 1101, también reemplaza la luz de fondo verde con retroiluminación blanca. Fue fabricado principalmente para el mercado asiático.